# 1,4-Butansulton
1,4-Butansulton ist ein sechsgliedriges δ-Sulton und der cyclische Ester der 4-Hydroxybutansulfonsäure. Als so genanntes Sulfoalkylierungsmittel dient 1,4-Butansulton zur Einführung der Sulfobutylgruppe (–(CH2)4–SO3−)
in hydrophobe Verbindungen mit nukleophilen funktionellen Gruppen, z. B. Hydroxygruppen wie bei β-Cyclodextrin, oder Aminogruppen wie bei Polymethin-Farbstoffen.
Die Sulfobutylgruppe liegt darin als neutrales Natriumsalz vor und erhöht die Wasserlöslichkeit der Derivate erheblich.

## Vorkommen und Darstellung
Die Laborsynthese von 1,4-Butansulton geht aus von 4,4′-Dichlor-dibutylether (aus Tetrahydrofuran mit Phosphoroxychlorid und konzentrierter Schwefelsäure), der mit Natriumsulfit zum entsprechenden 4,4′-Butandisulfonsäure-dinatriumsalz umgesetzt wird. Durch Passage über einen sauren Ionenaustauscher wird das Dinatriumsalz in die Disulfonsäure überführt, die bei erhöhter Temperatur und reduziertem Druck unter Wasserabspaltung zwei Moleküle 1,4-Butansulton bildet. Die erzielten Ausbeuten liegen bei 72 bis 80 %.
Ausgehend von 4-Chlorbutan-1-ol (aus Tetrahydrofuran und Chlorwasserstoff in 54 bis 57%iger Ausbeute), erhält man mit Natriumsulfit das Natriumsalz der 4-Hydroxybutan-1-sulfonsäure. Das Salz wird wiederum mit starken Säuren, wie z. B. Salzsäure in die sehr hygroskopische 4-Hydroxybutansulfonsäure überführt und unter Wasserabspaltung zum 1,4-Butansulton cyclisiert.
Besonders effizient verläuft die Cyclisierung von 4-Hydroxybutan-sulfonsäure in wässriger Lösung beim Erhitzen mit hochsiedenden und nicht mit Wasser mischbaren Lösungsmitteln, wie z. B. 1,2-Dichlorbenzol oder Diethylbenzol, in denen sich 1,4-Butan-sulton löst und dadurch der Hydrolyse im wässrigen Milieu entzogen wird. Dabei wird bei der Siedetemperatur der Lösungsmittel (ca. 180 °C) 1,4-Butansulton innerhalb einer Stunde in Ausbeuten bis 99 % erhalten.
Die Vakuumdestillation des Natriumsalzes der 4-Hydroxybutan-sulfonsäure in Gegenwart von konzentrierter Schwefelsäure führt auch direkt zum 1,4-Butansulton.
Das aus 1,4-Dichlorbutan mit Natriumsulfit zugängliche Natriumsalz der 4-Chlorbutan-1-sulfonsäure kann durch Erhitzen auf 180–250 °C ebenfalls zum 1,4-Butansulton cyclisiert werden.
Die radikalisch initiierte Sulfochlorierung von 1-Chlorbutan führt zu einem Gemisch stellungsisomerer Sulfochloride, sowie von Chlorierungsprodukten und eignet sich nicht zur gezielten Darstellung von 1,4-Butansulton.

## Eigenschaften
1,4-Butansulton ist eine viskose, klare, farb- und geruchlose Flüssigkeit, die in siedendem Wasser (zu 4-Hydroxybutan-sulfonsäure) und Alkoholen (zu 4-Alkoxybutansulfonsäure) reagiert und sich in vielen organischen Lösungsmitteln löst. Bei Temperaturen unterhalb des Schmelzpunkts kristallisiert die Verbindung in „großen prächtigen Platten“. Im Vergleich zum homologen γ-Sulton 1,3-Propansulton ist 1,4-Butansulton als Alkylierungsmittel deutlich weniger reaktiv, aber als mutagen und carcinogen bewertet.

## Anwendungen

### Sulfobetaine
1,4-Butansulton reagiert mit Nukleophilen, wie z. B. Ammoniak unter Ringöffnung glatt zu den entsprechenden zwitterionischen, meist sehr gut wasserlöslichen Sulfobutylbetainen.
Sulfobetaine mit längeren Alkylketten CnH2n+1 mit n > 10 zeigen interessante Eigenschaften als grenzflächenaktive Verbindungen (Surfactants, Detergentien) mit antimikrobiellen Eigenschaften.
Bei der Umsetzung von N-n-Butylimidazol mit 1,4-Butansulton in Toluol entsteht in 98%iger Ausbeute 1-Butylimidazolium-3-(n-butylsulfonat)
das als Komponente multifunktionaler Katalysatoren die Umsetzung von Platformchemikalien aus Biomasse, wie z. B. Lävulinsäure oder Itaconsäure in die korrespondierenden Lactone, Diole oder cyclische Ether katalysiert.
Aminoalkylphosphonsäuren, wie z. B. Aminomethandiphosphonsäure (aus Phosphortrichlorid, Formamid und Phosphonsäure) bildet mit 1,4-Butansulton N-(Sulfobutyl)aminomethandiphosphonsäure,
die sich durch sehr hohe Wasserlöslichkeit (< 1000 g·l−1) und ausgeprägte Eigenschaften als Komplexbildner und Wasserenthärter auszeichnet.
Sulfobutylierung von Cyanin-Farbstoffen führt zu gut wasserlöslichen Verbindungen, die sich mit Proteinen, wie z. B. Antikörpern verknüpfen und als pH-empfindliche Fluoreszenzmarker verwenden lassen.

### Ionische Flüssigkeiten
Die ionische Flüssigkeit 4-Triethylammoniumbutan-1-sulfonsäure-hydrogensulfat (TEBSA HSO4) entsteht bei der Reaktion von 1,4-Butansulton mit Triethylamin in Acetonitril zum Zwitterion (85 % Ausbeute) und anschließende Umsetzung mit konzentrierter Schwefelsäure,
die herkömmliche Mineralsäuren als wirksame und leicht recyclierbare Säurekatalysatoren in lösemittelfreien Reaktionen ersetzen kann.
Die Ringöffnung von 1,4-Butansulton mit organischen Chloridsalzen liefert ionische Flüssigkeiten vom 4-Chlorbutylsulfonat-Typ in quantitativer Ausbeute.
Das Chloratom im 4-Chlorbutylsulfonat-Anion kann durch Erhitzen mit anorganischen (z. B. Kaliumfluorid) oder organischen (z. B. Natriumacetat) Salzen durch das jeweilige Anion substituiert werden.

### Sulfobutyliertes β-Cyclodextrin
Bereits 1949 wurde die Reaktion von 1,4-Butansulton mit dem wasserunlöslichen Polysaccharid Cellulose in Natronlauge berichtet, die zu einem wasserlöslichen Produkt führt.
Eine daraus abgeleitete wichtige Anwendung von 1,4-Butansulton ist die Derivatisierung von β-Cyclodextrin zum Sulfobutylether-beta-cyclodextrin (SBECD), einer wasserlöslichen Einschlussverbindung zur Solubilisierung schwer wasserlöslicher und zur Stabilisierung chemisch instabiler Wirkstoffe.
Bei der Reaktion von β-Cyclodextrin mit 1,4-Butansulton in Natronlauge bei 70 °C wird der Sulfobutylether in Ausbeuten bis 80 % und einem Substitutionsgrad (engl. engl. degree of substitution, DS) von 6,68 erhalten.
Dadurch nimmt die Wasserlöslichkeit des β-Cyclodextrins bei 25 °C von 18,5 g·l−1 auf mehr als 900 g·l−1 zu.
Sulfobutylether-beta-cyclodextrin findet auch als inertes Vehikel für den Transport und die Freisetzung von Wirkstoffen (engl. drug delivery) vielfältige Anwendungen.